# Veneti (Veneto)

Volkeren in Italië tijdens de ijzertijd.
Veneti

De Veneti waren een volk dat in de Oudheid het noordoostelijke deel van het huidige Italië bevolkte. Ze gaven hun naam aan de regio Veneto en de stad Venetië.
Hun territorium breidde zich uit in het westen tot aan de rivier de Adige, of volgens sommigen tot aan de Adda, in het noorden tot aan de Alpen en in het oosten tot Timavo in het huidige Friuli. de politieke en culturele centra in hun gebied waren Padua (Patavium) en Este (Ateste).
Taalkundig waren de Veneti een Indo-Europees volk. Hun door ongeveer 300 korte inscripties gedocumenteerd taal, het Venetisch, vormt een zelfstandige tak binnen de Indo-Europese taalfamilie. Het dichtst is het verwant aan de Italische talen, in het bijzonder met het latijn.
Archeologisch worden ze geïdentificeerd met de Estecultuur.
Door sommigen wordt een relatie met het gelijknamige volk uit Midden-Europa voorgesteld, maar dit is zeer omstreden.

## Geschiedenis
De geschiedenis van de Veneti kan worden onderverdeeld in twee fasen.
De oudere fase wordt gekenmerkt door een autonome ontwikkeling. In deze periode bestonden betrekkingen met de Villanovacultuur, later met de Etrusken.
Tijdens de jongere fase is aanvankelijk een sterke Keltische invloed merkbaar. Hierop volgt een langzame Romeinse assimilatie, die in de eerste eeuw na Christus als voltooid geldt.
Al tijdens de late Republiek was de assimilatie ver gevorderd, hoewel in de randzones de Venetische cultuur tot in de late Keizertijd bleef bestaan.

### Oorsprong
Volgens de Romeinse geschiedschrijving stamden de Veneti uit Paphlagonië, aan de Zwarte Zeekust van Klein-Azië. Van daar verdreven zouden ze deel genomen hebben aan de strijd om Troje. Bij de belegering stierf Pylaemenes, de leider van de "Eneti". De Eneti wendden zich daarop tot de Trojaan Antenor, welke hen naar het noorden van de Adriatische Zee leidde. Hier verdreven ze de Euganeën.
Bij Vergilius verschijnt Antenor als de grondlegger van Padua. Ook Diomedes, de stichter van Spina en Adria, zou een Veneter zijn geweest.
Volgens Plinius zou Cato gesteld hebben dat de Veneti van Trojaanse afstamming waren.
Strabo beweerde echter dat de Veneti Kelten waren, omdat de Veneti van Armorica, nu Bretagne, dezelfde naam droegen. Ook Caesar was van mening dat zij als Kelten moesten worden beschouwd.
Tegenwoordig ziet men de aankomst over zee of zelfs de afleiding van de Grieken of van een Grieks-geïnspireerde cultuur, evenals een relatie met Bretagne, als onwaarschijnlijk.
Voor een lange tijd werd ook de afstamming van de Illyriërs, een veronderstelling die op Herodotus teruggaat, als waarschijnlijk beschouwd. In zijn Historiën schrijft Herodotus over de Ἐνετοί als onderdeel van de Illyriërs, die aan de Adriatische Zee gevestigd waren. Deze theorie verkreeg in de 19e eeuw aanhangers en overheerste tot het midden van de 20e eeuw. Tegenwoordig gaat men er echter van uit dat Herodotus naar een ander volk verwees dat aan de oostelijke kant van de Adriatische Zee leefde. Taalkundige studies sluiten een verwantschap met het Illyrisch tegenwoordig uit.
Tegenwoordig gaat men uit van een gemeenschappelijke wortel van het Venetisch en de Italische talen, met name de Faliskisch-Latijnse tak. Dit zou verwijzen naar een oorsprong in oostelijk Midden-Europa in het 3e millennium v.Chr. Van daar verhuisden ze waarschijnlijk in de 15e eeuw v.Chr. gezamenlijk zuidwaarts. Terwijl een deel naar Latium trok, bleef het andere deel in het noordoosten van Italië.

### Vroege geschiedenis
De Veneti vestigden zich in eerste instantie in het gebied rond het Gardameer en de Colli Euganei. Van daaruit breidden zij hun grondgebied naar het zuiden en het oosten uit tot de oevers van de Adriatische Zee.
De Veneti creëerden een eigen cultuur die archeologisch vooral in hun bronzen en keramische werken gezien kan worden, maar ook in hun religieuze en artistieke uitingen, landbouw, wapens en kleding, evenals hun proto-stedelijke en stedelijke centra.

### Galliërs en Romeinen
Vanaf het begin van de 4e eeuw v.Chr. vielen de Galliërs in hun omgeving binnen, welke tot aan Rome doordrongen. De Romeinen vroegen hulp aan de Veneti, ook al omdat deze als verwanten werden beschouwd. Al in 283 v.Chr. sloten zij vriendschapsverdragen. De Romeinse senaat sloot een formeel verbond met de Veneti en de (Gallische) Cenomani tegen de Galliërs.
In het jaar 225 voor Christus stuurde Rome gezanten naar beide geallieerde volkeren om een alliantie tegen de Gallische Boii en Insubres te vormen. Zelfs tijdens de Tweede Punische Oorlog bleven zij bondgenoten van Rome, terwijl alle andere Gallische groepen aan de Carthaagse kant vochten. Met deze twee bondgenoten begon Rome na de oorlog de verovering van Noord-Italië. Niettemin treden de Veneti in geen van de relevante gevechten op. De Romeinen mochten zich in hun gebied vestigen, ze bouwden wegen en geleidelijk assimileerden de Veneti zich steeds verder aan de Romeinse cultuur.
In 181 v.Chr. stichtten de Romeinen de stad Aquileia nabij het Venetische grondgebied, met de bedoeling om invasies van de Galliërs af te weren. Tot slot werd dit gebied in het jaar 163 v.Chr. in de provincie Gallia Cisalpina opgenomen. De Veneti kregen 49 v.Chr. het Romeins burgerrecht en werden geleidelijk geromaniseerd.

## Cultuur

### Nederzettingen
In de vroege periode vestigden de Veneti zich in kleine dorpen tussen de Adige en het Gardameer, maar ook in de uitlopers van de Alpen. Een van de belangrijkste begraafplaatsen werd in Mel tussen Belluno en Feltre gevonden. Hun woonplaatsen werden aangetroffen langs waterwegen, verhoogde zandwegen en op heuvels, zogenaamde oppida. De vroege nederzettingen bestonden uit een aantal in rijen gerangschikte rechthoekige hutten. Met de groei van de dorpen ontstonden grotere huizen, inclusief enige waarin ambachtelijke activiteiten plaatsvonden. De belangrijkere plaatsen aan de rivieren bezaten havens, en er werden ook kanalen gegraven. Dergelijke stedelijke centra ontstonden voornamelijk aan de Adige, Brenta en Piave. De belangrijkste plaatsen waren Altino, Este, Padua, Oppeano, Montebelluna en Gazzo Veronese.
De huizen werden in houtskeletconstructie gebouwd, waarbij de compartimenten met leem gevuld werden. Het fundament bestond uit stenen, hetgeen de duurzaamheid tegen vocht verbeterde. De vloer was van gestampte leem, het dak van riet. Het middelpunt van het huis was de haardplaats, die op een ondergrond van leem, klei en kiezels rustte. In alpiene gebieden bouwde men kuilwoningen die op het zuiden werden gericht.

### Kleding en wapens

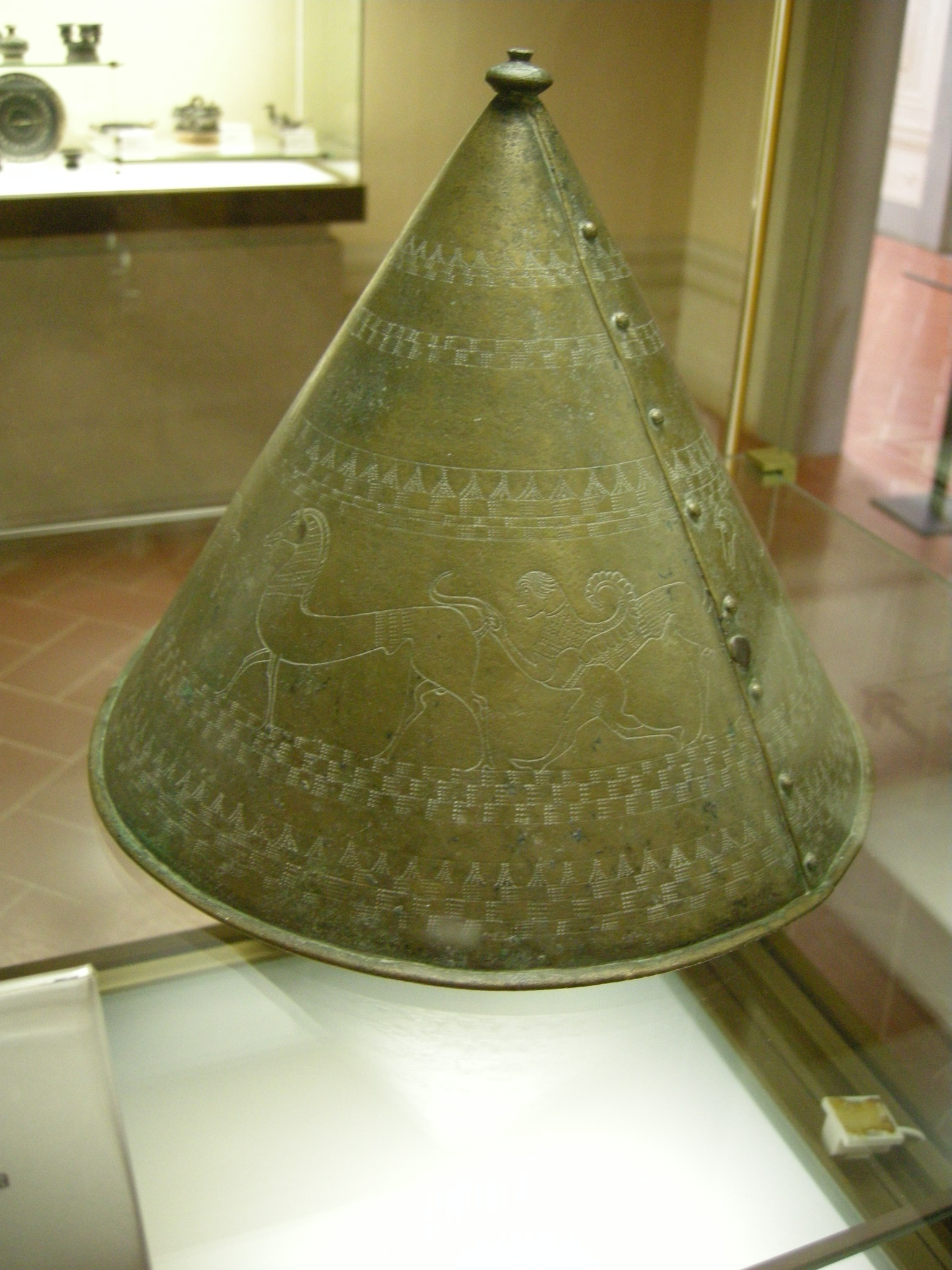
Venetische helm, 5e eeuw v.Chr.

Belangrijke personen, zoals priesters en hoofdmannen, droegen lange, zware wollen mantels, die om de schouders werden gedrapeerd. Daarnaast droegen beide geslachten een tuniek gemaakt van lichtere stof, met korte of lange mouwen. De vrouwen droegen tevens schorten en hoofd- of schouderdoeken. Men droeg laarzen en hoeden, deze laatste waarschijnlijk ook ter onderscheid van positie en klasse. De mannen schoren vaak hun hoofd.
Sieraden werden op vele plaatsen gevonden, zoals haarspelden, oorbellen, broches, kettingen en armbanden. Ze waren gemaakt van goud en zilver, schelpen en koraal, amber en parels.
Ter verdediging in de strijd dienden ronde schilden, vergelijkbaar met die van de Griekse hoplieten, en helmen met een kam. Hun offensieve wapens waren lansen, daarna grote zwaarden. Later werden eivormige schilden gebruikelijk en men nam de helmvorm van de Galliërs over.

### Godsdienst
De geschreven bronnen zijn uiterst schaars met betrekking tot de religie. Aan de andere kant heeft men veel cultusplaatsen, begraafplaatsen en ex voto's gevonden. De cultusplaatsen bevonden zich in heilige bossen, op open plekken omringd door grote bomen. Hier werden optochten met liederen en dansen uitgevoerd. Kleine, houten gebouwtjes dienden als plaatsen voor het verrichten van ceremonies. Een groep priesters was verantwoordelijk voor het heilige vuur, voor ritueel slachten alsook het schrijven, een kunst die slechts weinigen beheersten. De lichamen van de doden werden gecremeerd, hun as in urnen geplaatst. Tijdens de begrafenissen werden eet- en drinkgelagen gehouden waarbij offers in de vorm van voedsel en drank gebracht werden.
Vereerd werden de krachten van de natuur, met name van het helende water. De godin Reitia werd vererd als de Genezende, godin van pasgeboren baby's en vruchtbaarheid en als godin van het schrift. Ze droeg als symbool de sleutel naar het hiernamaals.

### Taal
Getuigenissen van de taal zijn uit de 6e tot de 1e eeuw v.Chr. overleverd. Aanvankelijk gebruikten de Veneti een op het Etruskisch alfabet gelijkend schrift, later werd het klassiek Latijns alfabet gebruikt. Wegens de nabijheid van het latijn vermoeden taalkundigen dat de twee groepen ten tijde van de Indo-Europese migratie samen naar Italië trokken.

### Kunst
Onder de kunstvoorwerpen vallen de situlae op. Deze zijn meestal versierd met een gedreven figurenreliëf, vaak in de vorm van een fries. De vaten lopen naar beneden kegelvormig toe en hebben een vlakke bodem. Ze zijn van bronsplaat gemaakt, ongeveer 25-30 cm hoog en voorzien van een handvat. De Veneti gingen hier van een vroege geometrische tot een latere naturalistische voorstelling over, zoals op de Benvenuti situla, waarop voor het eerst menselijke afbeeldingen verschijnen. Waarschijnlijk ontstond de vorm van de situlae reeds voor de immigratie naar Italië, maar de decoratie van de buitenkant lijkt in de Veneto ontstaan te zijn.